# Jan-Emmanuel De Neve

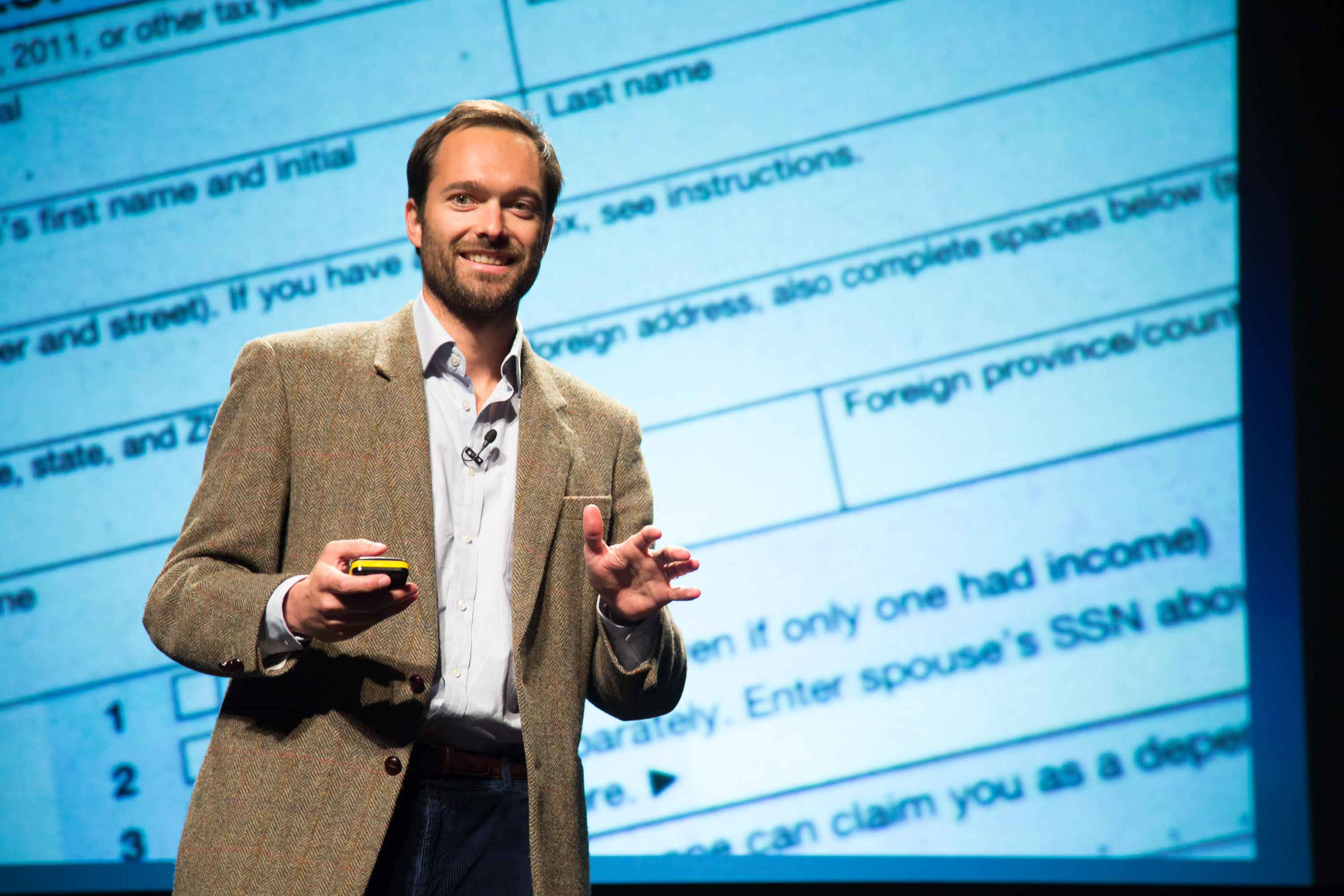
Jan-Emmanuel De Neve (2013)

Jan-Emmanuel De Neve (Kortrijk, 1979) is een Vlaamse econoom en professor aan de universiteit van Oxford. Hij is analist bij de BBC, Financial Times, Time en spreker met betrekking tot geluk en rendabiliteit.

## Biografie
De Neve groeide op in Gent.
De Neve behaalde een bachelor economie (B.C.) in 2002 aan de universiteit van Melbourne, een master in Public Policy (M.P.P.) in 2007 aan de Harvard Kennedy School en zijn PhD in 2012 aan de London School of Economics.
- Gemeinsame Normdatei: 135815940
- International Standard Name Identifier: 0000 0000 8159 9262
- Library of Congress Control Number: nb2015010649
- Nationale Bibliotheek van Israël: 987012500893305171
- ORCID: 0000-0001-5126-5496
- Virtual International Authority File: 80269182
- WorldCat: E39PBJjCVfXpKPvF9VxdxFYwYP